# Список умерших в 876 году

## Январь
- 31 января — Эмма Баварская, жена короля Восточно-Франкского королевства Людовика II Немецкого[1].

## Август
- 28 августа — Людовик II Немецкий, король Баварии (817—843), король Восточно-Франкского королевства (843—876), король Лотарингии (870—876)[2].

## Дата смерти неизвестна или требует уточнения
- Баграт I Куропалат, эрисмтавар и куропалат Картли-Иберии (826—876) из династии Багратионов[3].
- Бермон, архиепископ Амбрёна (около 870—876)[4].
- Гурван, граф Ренна, король Бретани (северной части) (874—876)[5].
- Домагой, князь Приморской Хорватии (864—876).
- Донарт, король Корнуолла (865—876)[6].
- Карломан, церковный деятель Западно-Франкского королевства, аббат нескольких монастырей; один из сыновей короля Карла II Лысого из династии Каролингов, участник мятежа против своего отца[7].
- Конрад II, граф Осера (859—864), маркграф Верхней Бургундии (864—676)[8].
- Константин I, король Альбы (Шотландии) (862—876)[9].
- Коцел, князь Блатенского княжества.
- Риксиг, король Берниции (872/873—876)[10].